# Leuchocharis pancheri
Leuchocharis pancheri é uma espécie de gastrópode  da família Orthalicidae.
É endémica de Nova Caledónia.